# Plutarco Elías Calles
Pour les articles homonymes, voir Calles et Campuzano.
Francisco Plutarco Elías Campuzano, né le 25 septembre 1877 à Sonora, au Mexique, et mort le 19 octobre 1945 à Mexico, au Mexique, est président du Mexique entre 1924 et 1928.
L'arrivée au pouvoir de Calles ouvre au Mexique une période de gouvernement nommée maximato.

## Biographie
Né d'une relation hors mariage, Plutarco Elías Calles est le fils de Plutarco Elías Lucero et de María de Jesús Campuzano, membre d'une famille aisée du Sonora. Enfant, il vit avec sa mère jusqu'à ce que celle-ci décède, il a alors quatre ans. Il est recueilli par sa tante María Josefa Campuzano et son mari Juan Bautista Calles. Il fait ses études à Hermosillo puis, sans fortune personnelle, il exerce de nombreux métiers pour subsister, tels qu'instituteur, trésorier municipal du port de Guaymas, inspecteur général de l'éducation, ou administrateur d'un hôtel.
En 1911, alors qu'il travaille dans un commerce qui vendait aussi bien des machines que des liqueurs, il est nommé par le gouverneur issu de la Révolution José María Maytorena (es) (alors ami et partisan de Francisco Villa) commissaire de la ville d'Agua Prieta, pour maintenir l'ordre révolutionnaire, administrer la justice et les douanes. En 1911, il défend cette ville contre les attaques des magonistes. En 1913, il est nommé général par Álvaro Obregón. Après la rupture de Villa et de Maytorena avec Venustiano Carranza, Calles, qui cherchait à affermir son pouvoir dans l'État de Sonora, devient un partisan de Carranza, et combat alors ses anciens amis. Venustiano Carranza, alors Primer Jefe (chef de gouvernement) autoproclamé des constitutionnalistes, le nomme gouverneur militaire de l'État de Sonora (1915-1919).
Durant cette période, il fait ouvrir des écoles primaires dans tous les villages de plus de 500 habitants, oblige les entreprises minières et industrielles à ouvrir des écoles, instaure un système de bourses pour les étudiants pauvres, crée des bibliothèques, fonde des écoles pour adultes, propose un nouveau régime fiscal, crée des mutuelles ouvrières et légalise le divorce. Il interdit par décret, l'importation, la vente et la fabrication de n'importe quelle quantité de boissons enivrantes, sous peine de cinq ans de prison, et il fait fusiller pour l'exemple un ivrogne à Cananea. Le salaire minimum devient une réalité, d'autres décrets interdisent les jeux de hasard et les paris. Il fait aussi fermer les salles de torture dans les pénitenciers.
Il est par ailleurs franc-maçon, et à partir de 1926, entre dans une phase de violence anti-catholique. La guerre des Cristeros, du nom des rebelles catholiques qui s'organisent pour échapper aux exactions et exercer leur liberté de culte, fait rage durant cette période.

### Gouvernement
En 1920, il s'associe avec Álvaro Obregón pour renverser le président Venustiano Carranza et devient ministre de l'Intérieur (Secretario de Gobernación). Avant son élection à la présidence, Calles, lors d'une visite à Cuautla, se proclame l'héritier d'Emiliano Zapata : en quatre ans il fera distribuer dans 15 000 villages plus de trois millions d'hectares de terres. Le mandat présidentiel étant limité à une période de quatre ans, il succède à Obregón en 1924, à l'instigation de ce dernier, qui le préfére à son rival Adolfo de la Huerta, jugé moins malléable.
Durant cette période, il assainit les finances publiques, abaisse les salaires des fonctionnaires, simplifie la bureaucratie. Il fait construire des barrages, des systèmes d'irrigation, des routes (Mexico-Acapulco, Mexico-Puebla), la voie ferrée du Pacifique sud, fait établir des relations téléphoniques avec la Grande-Bretagne, fonde des banques dites agraires et des académies de médecine vétérinaire.
En 1924, Calles voyage en Allemagne, où il s'intéresse à l'organisation du travail, et y étudie les statuts internes des syndicats et des coopératives agricoles. Il s'intéresse également aux remembrements parcellaires effectués en Prusse et au système bancaire Raiffeisen. Il visite aussi la France, où il est reçu avec de grands honneurs par Édouard Herriot.
En septembre 1925, il inaugure la société anonyme de Banco de México, désormais seul organisme habilité à émettre des billets de banque.
Calles, influencé par le marxisme, décide d'appliquer à la lettre la Constitution mexicaine de 1917 promulguée par Venustiano Carranza. Son gouvernement reconnaît la validité du divorce civil. Il fait expulser les prêtres étrangers, la plupart d'entre eux espagnols ou américains. Basées sur la Constitution, les « lois Calles », violemment anti-catholiques, imposent la laïcité de l'enseignement. Par ailleurs ces lois interdisent les ordres religieux, privant l'Église du droit de propriété et refusant aux clercs les droits civils élémentaires : entre autres, le droit à un procès équitable et le droit de vote. Ces lois ont pour conséquence l'expropriation des religieux et des exactions dans tout le pays.

### Guerre desCristeros

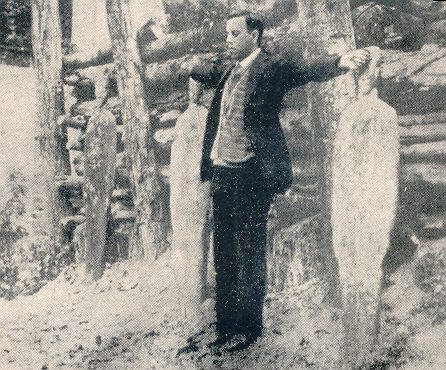
Execution de Miguel Pro (1927)

Face à l'idéologie hostile de Calles, des mouvements de contestation se forment dans de nombreuses régions, et notamment les États de Jalisco, Zacatecas, Guanajuato, Colima et Michoacán. Le 1er janvier 1927, la ferveur populaire des catholiques les fédère au son du cri de guerre : ¡Viva Cristo Rey!.
La guerre des Cristeros culmina entre 1927 et 1929. Un compromis final est trouvé en 1929 et est ratifié par le Vatican le 21 juin pour la reprise des services religieux après trois ans de suspension.
En juin 1928, Obregón est déclaré président élu, puis est assassiné par José de León Toral, un militant catholique.
Les effets de la politique de Calles sur l'Église mexicaine furent profonds. Entre 1926 et 1934, au moins 4000 prêtres ont été tués ou expulsés. Le plus connu fut le martyr jésuite Miguel Pro. Si avant la rébellion le Mexique comptait environ 4500 prêtres, en 1934 seulement 334 prêtres sont autorisés à officier par le gouvernement, pour une population de quinze millions d'habitants. Le reste a été éliminé par émigration, expulsion, exécution ou assassinat.
En 1935, 17 États mexicains n'ont aucun prêtre.

### Maximato
Après le décès d'Obregón, Calles devient le Jefe maximo de la Revolución, le chef suprême de la Révolution.
À l'initiative de Calles est fondé le 4 mars 1929 le PNR (parti national révolutionnaire), qui devient en 1946 le PRI.
Les dépenses militaires décroissent nettement sous sa présidence. Les conditions de vie s'améliorent et le taux de mortalité infantile tombe de 224,4 ‰  à 137,7 ‰ entre 1923 et 1931. Un sérieux effort est fait en faveur de l'éducation. Le budget de l'éducation s’élève à 14 % des dépenses de l’État et le nombre des écoles rurales est triplé. Le taux d'alphabétisation des plus de 10 ans passe de 25 % en 1924 à 51 % en 1930.
Jusqu'en 1934, Calles continue de diriger la politique du Mexique par le truchement de successeurs désignés par lui : Emilio Portes Gil (1928-1930), Pascual Ortiz Rubio (1930-1932) qui, fatigué d'être manipulé, démissionne, et Abelardo L. Rodríguez (1932-1934). Calles et ses partisans sont exclus du PNR, et perdent tout pouvoir politique, peu après l'élection de Lázaro Cárdenas del Río.
Une fois au pouvoir, en 1934, Cárdenas l'envoie en exil aux États-Unis. Calles se fixe à San Diego, il ne revient au Mexique qu'en 1941, sous la présidence du général Manuel Avila Camacho. Il s'abstient dès lors de toute activité politique et vit en simple citoyen. Il meurt en 1945.

## Au cinéma
- La sombra del caudillo, film mexicain réalisé en 1960
- Cristeros, film de Dean Wright, sorti en 2012